# اثر ژئودزیکی

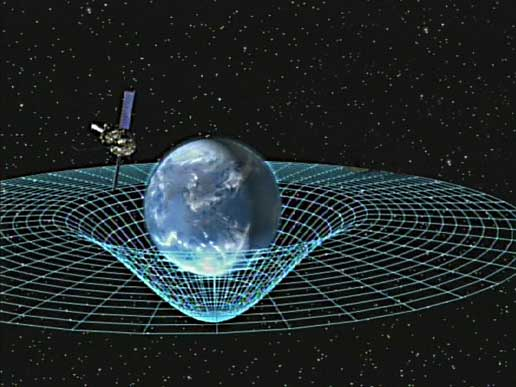
نمایشی از اثر ژئودزیکی.

اثر ژئودتیکی (به انگلیسی: Geodetic effect) (که با نام‌های حرکت تقدیمی ژئودتیک، حرکت تقدیمی دو سیتر و اثر دوسیتر نیز شناخته می‌شود) اثر خمش فضازمان، آنگونه که در نسبیت عام پیش‌بینی می‌شود بر برداری است که توسط جسمی در حرکت مداری حمل می‌شود. مثلاً این بردار می‌تواند تکانه زاویه ای ژیروسکوپی باشد که سوار بر حسگر گرانش بی به دور زمین می گردد. این اثر نخستین بار توسط ویلم دو سیتر در سال ۱۹۱۶ پیش‌بینی شد که اصلاحاتی نسبیتی برای حرکت سیستم زمین-ماه ارائه داد. کار دوسیتر در سال ۱۹۱۸ توسط جان شوتن و در سال ۱۹۲۰ توسط ادریان فوکر گسترش یافت.
تفاوت میان حرکت تقدیمی دوسیتر با حرکت تقدیمی لنز-تیرینگ این است که اثر دوسیتر ناشی از وجود جرم مرکزی است در حالیکه اثر لنز-تیرینگ ناشی از چرخش جرم مرکزی است. حرکت تقدیمی کل با ترکیب حرکت تقدیمی دوسیتر و حرکت تقدیمی لنز-تیرینگ به دست می آید.

## تایید تجربی
اثر ژئودتیک با دقتی بالاتر از ۰٫۵٪ توسط حسگر گرانش بی، آزمایشی که خمش محور اسپین ژیروسکوپ‌ها را در مداری به دور زمین اندازه می‌گیرد، تأیید شده‌است. اولین نتایج در ۱۴ آوریل ۲۰۰۷ در نشست انجمن فیزیک آمریکا اعلام شد.

## فرمول
برای استنتاج حرکت تقدیمی، فرض کنید که سیستم در یک متریک شوارتزشیلد چرخان است. متریک غیرچرخان به صورت زیر است،
{\displaystyle ds^{2}=dt^{2}\left(1-{\frac {2m}{r}}\right)-dr^{2}\left(1-{\frac {2m}{r}}\right)^{-1}-r^{2}(d\theta ^{2}+\sin ^{2}\theta \,d\phi '^{2}),}
که در آن c=G=1
ما یک دستگاه مختصات چرخان با سرعت زاویه ای {\displaystyle \omega } معرفی می کنیم، همانطور که یک ماهواره در یک مدار دایره ای در صفحه θ = π/2 ساکن بماند. از این طریق به رابطه زیر می رسیم
{\displaystyle d\phi =d\phi '-\omega \,dt.}
در این دستگاه مختصات، ناظری که در موقعیت شعاعی r قرار دارد، برداری را در مکان r می بیند و در حال چرخش با بسامد زاویه ای ω است. اما اگر این ناظر با سرعت متفاوتی بچرخد به دلیل اتساع زمان نسبیتی برداری را در مقدار دیگری از r می بیند. با انتقال متریک شوارتزشیلد به چارچوب چرخان و فرض ثابت بودن {\displaystyle \theta }، می یابیم که
{\displaystyle ds^{2}=\left(1-{\frac {2m}{r}}-r^{2}\beta \omega ^{2}\right)\left(dt-{\frac {r^{2}\beta \omega }{1-2m/r-r^{2}\beta \omega ^{2}}}\,d\phi \right)^{2}-dr^{2}\left(1-{\frac {2m}{r}}\right)^{-1}-{\frac {r^{2}\beta -2mr\beta }{1-2m/r-r^{2}\beta \omega ^{2}}}\,d\phi ^{2}}
که {\displaystyle \beta =\sin ^{2}(\theta )}. برای جسمی که در صفحه θ = π/2 می گردد، β = 1 خواهد بود و خطوط جهانی جسم مختصات فشایی ثابتی در همه زمانها خواهند داشت. اکنون متریک در شکل کانونیک است :
{\displaystyle ds^{2}=e^{2\Phi }\left(dt-w_{i}\,dx^{i}\right)^{2}-k_{ij}\,dx^{i}\,dx^{j}.}
با این شکل کانونی به راحتی می‌توان نرخ چرخش یک ژیروسکوپ در زمان ویژه را به دست آورد،
{\displaystyle \Omega ={\frac {\sqrt {2}}{4}}e^{\Phi }[k^{ik}k^{jl}(\omega _{i,j}-\omega _{j,i})(\omega _{k,l}-\omega _{l,k})]^{1/2}={\frac {{\sqrt {\beta }}\omega (r-3m)}{r-2m-\beta \omega ^{2}r^{3}}}={\sqrt {\beta }}\omega .}
آخرین تساوی تنها برای ناظرین در سقوط آزاد درست است که شتابی ندارند و بنابراین {\displaystyle \Phi ,_{i}=0} و در نتیجه
{\displaystyle \Phi ,_{i}={\frac {2m/r^{2}-2r\beta \omega ^{2}}{2(1-2m/r-r^{2}\beta \omega ^{2})}}=0.}
با حل این معادله برای ω،
{\displaystyle \omega ^{2}={\frac {m}{r^{3}\beta }}.}
اگر τ زمان ویژه ژیروسکوپ باشد،
{\displaystyle \Delta \tau =\left(1-{\frac {2m}{r}}-r^{2}\beta \omega ^{2}\right)^{1/2}\,dt=\left(1-{\frac {3m}{r}}\right)^{1/2}\,dt.}
−2m/r  را به عنوان اتساع زمان گرانشی تعبیر می‌کنند در حالیکه −m/r  اضافی ناشی از چرخش این چارچوب مرجع است. از آنجا که {\displaystyle \alpha '=\Omega \Delta \tau }، حرکت تقدیمی در یک بار گردش نسبت به ستارگان دور با رابطه زیر به دست می آید:
{\displaystyle \alpha =\alpha '+2\pi =-2\pi {\sqrt {\beta }}{\Bigg (}\left(1-{\frac {3m}{r}}\right)^{1/2}-1{\Bigg )}.}
با استفاده از یک سری تیلور مرتبه اول داریم :
{\displaystyle \alpha \approx {\frac {3\pi m}{r}}{\sqrt {\beta }}={\frac {3\pi m}{r}}\sin(\theta ).}

## یادداشت ها
1. ↑  Jean Eisenstaedt, Anne J. Kox (1988). Studies in the History of General Relativity. Birkhäuser. p. 42. ISBN 0-8176-3479-7.
2. ↑  
Everitt, C.W.F.; Parkinson, B.W. (2009). "Gravity Probe B Science Results—NASA Final Report" (PDF). Retrieved 2009-05-02.{{cite web}}:  نگهداری یادکرد:نام‌های متعدد:فهرست نویسندگان (link)
3. ↑  http://einstein.stanford.edu/content/press_releases/SU/pr-aps-041807.pdf